# Bornheimer Heide
Die Bornheimer Heide (in historischen Quellen auch „Bornheimer Heyde“) war vom frühen 16. bis zum späten 19. Jahrhundert ein Flurstück zwischen der Stadt Frankfurt am Main und dem damals etwa drei Kilometer östlich davon gelegenen historischen Dorf Bornheim. Dieses war bereits seit 1475 Frankfurter Landgemeinde, wurde 1877 eingemeindet und bildet seitdem den Stadtteil Frankfurt-Bornheim. Die Bornheimer Heide, deren Areal heute ein Teil des Frankfurter Stadtteils östliches Nordend ist, wurde bis zu ihrer vollständigen Überbauung im 19. Jahrhundert überwiegend land- und forstwirtschaftlich aber auch militärisch genutzt.

## Geographische Lage und Geschichte

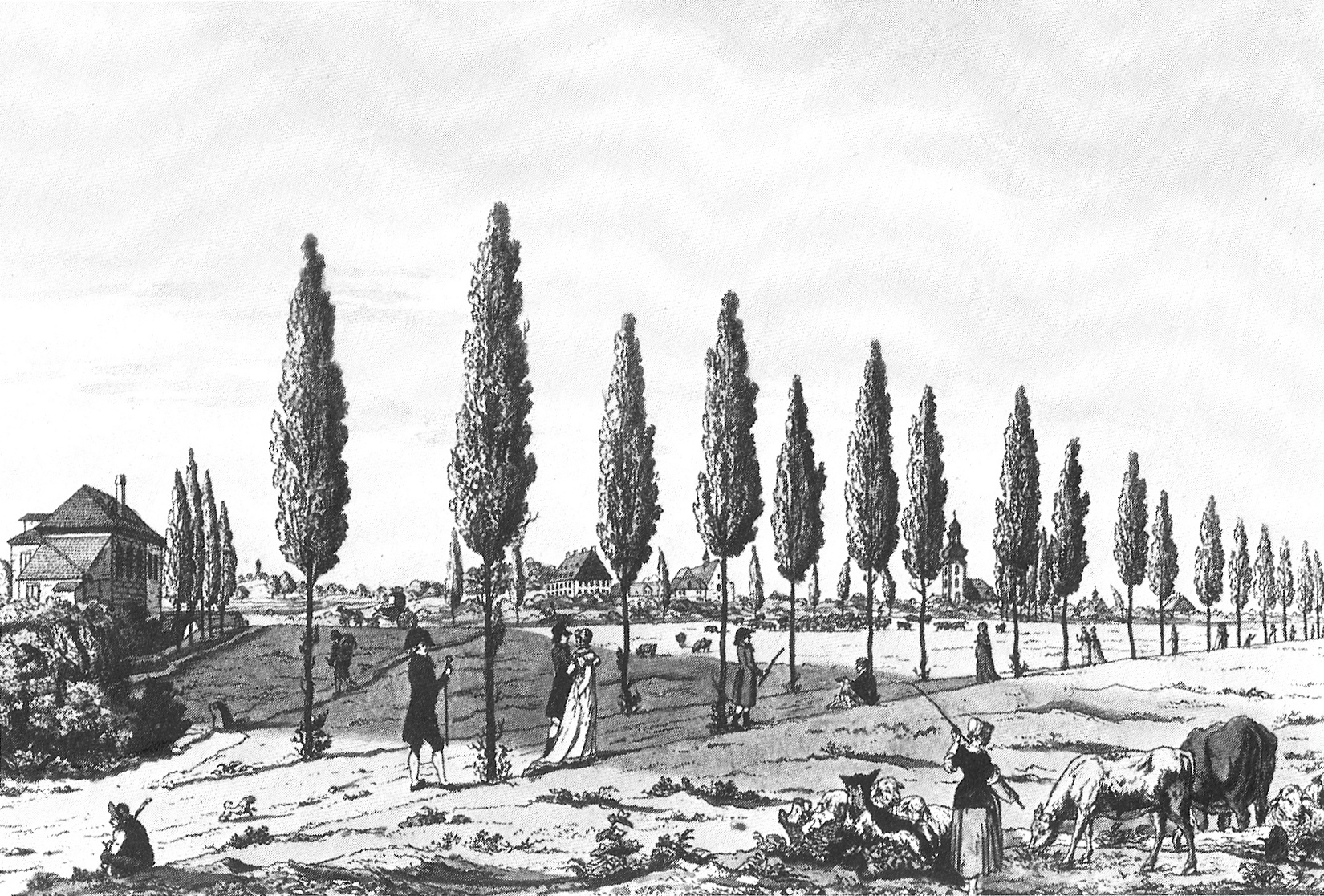
Die Pappelallee auf der Bornheimer Heide im 18. Jahrhundert – in einer zeitgenössischen Darstellung von F. L. Neubauer

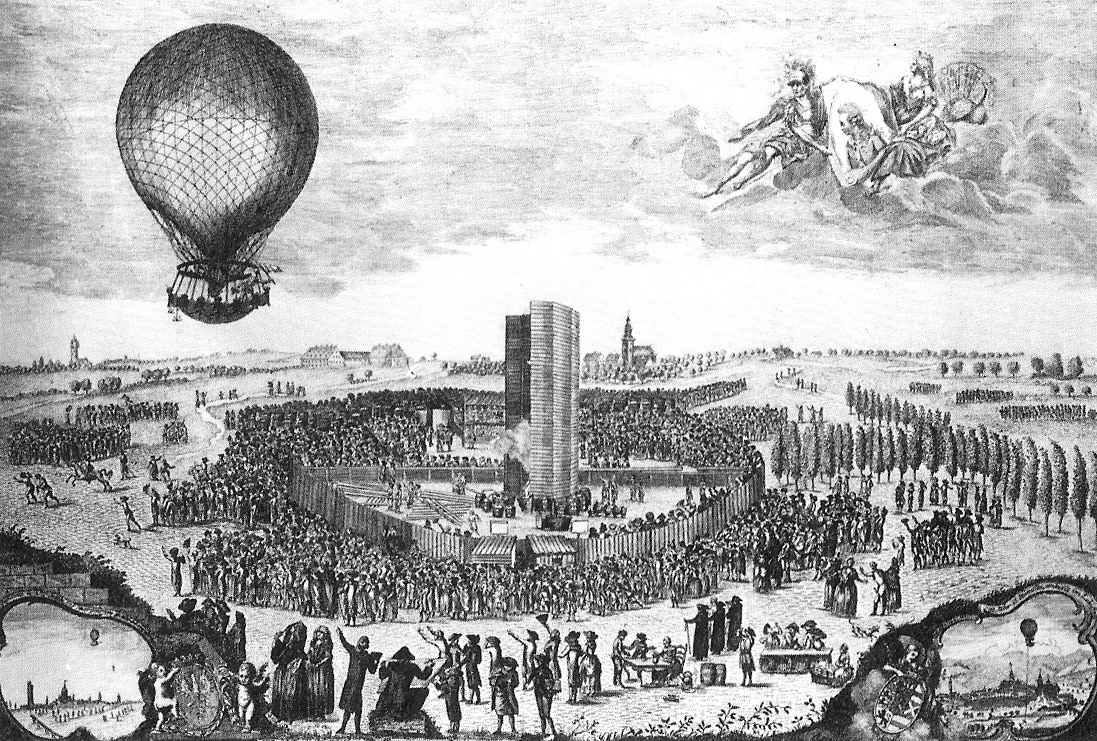
Der französische Ballonfahrer Blanchard steigt am 3. Oktober 1785 von der Bornheimer Heide mit seinem Heißluftballon auf. Zeitgenössischer Stich (anonym).

Die Bornheimer Heide lag auf dem Gebiet des heutigen Frankfurter Stadtteils Nordend-Ost. Die ungefähre, heute nicht mehr sicher festzustellende Ausdehnung ihres leicht von Westen nach Osten ansteigenden Geländes begann im Südwesten etwa am heutigen Merianplatz, im Nordwesten an der Günthersburgallee. Im Nordosten dürfte sie sich bis zur heutigen Saalburgallee erstreckt haben; ihre südliche Grenze dürfte von der Bornheimer Landwehr, einem Teil der Frankfurter Landwehr, bestimmt worden sein.
Die „Heide“ entstand im Jahr 1522 durch die Abholzung eines Waldgebietes zwischen Frankfurt und dem „lustigen Dorf“ Bornheim, welches das dort geschlagene Holz an die Stadt Frankfurt verkaufte. Hintergrund der Rodung war die Unterbindung der Holzlieferungen vom Spessart nach Frankfurt am Main durch den Mainzer Erzbischof Albrecht von Brandenburg. Die älteste überlieferte kartographische Darstellung der Bornheimer Heide war auf einer aus dem Jahr 1572 stammenden Frankfurter Geleitskarte verzeichnet. Das Originaldokument wurde im Zweiten Weltkrieg vernichtet; es existiert jedoch eine Nachzeichnung aus dem Jahr 1914, die sich gegenwärtig zusammen mit anderen erhalten gebliebenen bildlichen Darstellungen des Areals (darunter auch das Original der rechts abgebildeten künstlerischen Zeichnung) im Historischen Museum Frankfurts befindet.
Die im 16. Jahrhundert durch Rodung entstandene Fläche wurde in der Folgezeit zum Aufmarsch von Heeren und für Großveranstaltungen wie zum Beispiel Jean-Pierre Blanchards Aufstieg mit einem Heißluftballon am 3. Oktober 1785 anlässlich der Herbstmesse genutzt. Am 13. und 14. Juli 1796 ließ der französische General Jean-Baptiste Kléber von der Friedberger Warte aus Frankfurt beschießen; seine Truppen zerstörten im Rahmen dieser Militäraktion auch die bekannt gewordene mit Pappeln gesäumte Allee auf der Bornheimer Heide, den Spazierweg der Frankfurter nach Bornheim.
Im Jahr 1877 begann man mit der Bebauung der Bornheimer Heide, die das Frankfurter Bankhaus Oppenheim und Weil 1872 für 500.000 Gulden erworben hatte. Innerhalb der folgenden dreißig Jahre wurde das bis dahin freie Gelände nahezu lückenlos bebaut. Heute befinden sich hier überwiegend Wohnbebauung und Einzelhandelsflächen. Die letzten vor Ort sichtbaren Hinweise auf die frühere Beschaffenheit des Geländes sind die Straßennamen Heidestraße, Wiesenstraße und Sandweg in den Stadtteilen Bornheim und Nordend. Einen Hinweis auf den Zustand vor der Abholzung gibt der Name der unmittelbar benachbarten Eichwaldstraße.